# Робърт Патрик
Робърт Патрик (на английски: Robert Patrick) е американски актьор, носител на награда „Сатурн“.
Най-известните му роли са на робота T-1000 в научнофантастичния филм „Терминатор 2“ и на агент Джон Догет в сериала „Досиетата Х“.
Женен е за актрисата Барбара Патрик, която заедно с него участва във филма „Нулева толерантност“ и в 2 епизода на „Досиета Х“, играейки ролята на Барбара Доджърс. Двамата имат син Самюъл и дъщеря Остин. Робърт има брат Ричард Патрик, който е певец и музикант.

## Филмография
- 1986 – Очите на орела / Eye of the Eagle
- 1986 – Equalizer 2000
- 1987 – Warlords of Hell
- 1987 – Killer Instinct
- 1989 – Hollywood Boulevard II
- 1990 – Умирай трудно 2 / Die Hard 2
- 1991 – Терминатор 2: Денят на страшния съд / Terminator 2: Judgment Day
- 1992 – Светът на Уейн / Wayne's World
- 1993 – Body Shot
- 1993 – Огън в небесата / Fire in the Sky
- 1993 – Последният екшън герой / Last Action Hero (камео)
- 1994 – The Cool Surface
- 1994 – Double Dragon
- 1994 – Hong Kong 97
- 1995 – Примамката / Decoy
- 1995 – Last Gasp
- 1995 – Zero Tolerance
- 1996 – T2 3-D: Battle Across Time
- 1996 – Стриптийз / Striptease
- 1997 – The Only Thrill
- 1997 – Rosewood
- 1997 – Asylum
- 1997 – Копланд / Cop Land
- 1997 – Hacks
- 1998 – Tactical Assault
- 1998 – The Vivero Letter
- 1998 – Ambushed
- 1998 – The Faculty
- 1998 – Renegade Force
- 1999 – A Texas Funeral
- 1999 – От здрач до зори 2: Тексаски кървави пари / From Dusk Till Dawn 2: Texas Blood Money
- 1999 – Shogun Cop
- 2000 – Mexico City
- 2000 – All the Pretty Horses
- 2001 – Angels Don't Sleep Here
- 2001 – Деца шпиони / Spy Kids
- 2001 – Тексаски рейнджъри / Texas Rangers
- 2002 – Противоотрова / D-Tox
- 2000 – 2002 – Досиетата Х / The X Files
- 2002 – Out of These Rooms
- 2002 – Pavement
- 2003 – Ангелите на Чарли 2 / Charlie's Angels: Full Throttle
- 2004 – Старгейт Атлантис / Stargate Atlantis
- 2004 – Бригада 49 / Ladder 49
- 2005 – The Fix
- 2005 – Supercross
- 2005 – Да преминеш границата / Walk the Line
- 2005 – Изгубени / Lost
- 2006 – Защитна стена / Firewall
- 2006 – 2009 – Звеното / The Unit
- 2007 – 2008 – Аватар: Повелителят на четирите стихии / Avatar: The Last Airbender
- 2007 – Осмо чувство / Psych
- 2009 – Военни престъпления / NCIS
- 2010 – Чък / Chuck
- 2010 – Извън играта / Burn Notice
- 2011 – Голяма любов / Big Love
- 2011 – Червена фракция: Произход / Red Faction: Origins
- 2012 – 2013 – Истинска кръв / True Blood
- 2012 – Последен изход / Last Resort
- 2012 – Колата на Джейн Мансфийлд / Jayne Mansfield's Car
- 2013 – Гангстерски отдел / Gangster Squad
- 2013 – Lovelace
- 2013 – Самоличност на аванта / Identity Thief
- 2014 – Безумна любов / Endless Love